# کیسونا (بوتان)
کیسونا (به لاتین: Kisona) یک منطقهٔ مسکونی در بوتان (کشور) است که در Wangdue Phodrang District واقع شده‌است.